# Stojan Vranković
Stojan "Stojko" Vranković (Drniš, RFS Yugoslavia, 22 de enero de 1964) es un baloncestista croata retirado. Mide 2,18 m (7′ 2″) de estatura y jugaba en la posición de pívot.

## Biografía
Stojan Vranković nació en 1964, como su compatriota y amigo Dražen Petrović. A los 16 años, ya medía más de 2,00 m. y fue en esa época cuando el KK Zadar se fijó en él. Con 20 años y alcanzados los 2,18 m (7′ 2″) de estatura, ya estaba afianzado como pieza fundamental en el Zadar.
Fue un pívot alto, físicamente dominante y especializado en defensa, rebote e intimidación, aunque en sus comienzos fue más atlético, fuerte y coordinado, y era capaz de correr y saltar como un alero.
Tiene un hermano 4 años más joven, Josip Vranković, que también jugó al baloncesto de manera profesional, aunque su carrera fue mucho menos mediática. Su hijo Antonio también es baloncestista profesional.
Vranković siempre fue amigo íntimo de Dražen Petrović, croata como él. Su muerte en 1993 le afectó mucho. En su entierro fue uno de los hombres que portó su ataúd hasta la tumba. Al finalizar su carrera en 2001, Stojko pasó a presidir la Fundación que lleva el nombre de la ex-estrella de los New Jersey Nets.

## Trayectoria deportiva
Stojko comenzó su carrera profesional en 1982 en el equipo KK Zadar. Fue con este equipo con el que ganó contra todo pronóstico la liga yugoslava en la temporada 1985-86 derrotando en la final a la Cibona Zagreb liderada por Petrović, que acababa de proclamarse campeón de la Euroliga. Eso permitió al Zadar volver después de muchos años a dicha competición. En el plano individual, Stojko cosechó multitud de actuaciones importantes como la que tuvo frente al Žalgiris Kaunas de Arvydas Sabonis. Ese rendimiento disparó su cotización internacional, al mismo tiempo que se convertía en pieza fundamental de la selección de Yugoslavia.
Sin embargo, en los años siguientes comenzó a alternar grandes actuaciones con momentos lamentables, en los que redujo aún más su limitado juego ofensivo. A pesar de ello, los Boston Celtics de la NBA se interesaron por él, aunque el deseo más inmediato de Stojko era jugar en la Cibona.
En 1989 se interesó también por él el club español del Real Madrid, en el que militaba Petrović, pues soñaban con juntar a los dos, aunque el equipo que finalmente se hizo con sus servicios fue el club griego del Aris Salónica de Nikos Galis, donde llegó a la Final Four de la Euroliga y ganó la liga y copa griegas.
Fue en 1990 cuando por fin desembarcó en la NBA, fichado por los Boston Celtics, que lo habían tanteado y cortejado durante los últimos años. Sin embargo, la que fue su primera etapa en la NBA fue decepcionante. Debido a problemas como la falta de adaptación, la tendencia a cometer faltas y un juego excesivamente lento, en lugar de ser un complemento para Robert Parish y Kevin McHale en la pintura, se convirtió en el último hombre de una franquicia que estaba a punto de ver retiradas a sus mayores estrellas y caer en picado a la racha más negativa de su historia. Después del segundo año, los Celtics decidieron no ampliar su contrato, por lo que Stojko volvió de nuevo a Europa y fichó por el equipo griego del Panathinaikos.
En el equipo ateniense pasó 4 temporadas (desde 1992 hasta 1996) jugando a un nivel aceptable y ganando 2 Copas griegas, aunque sólo en el último año consiguió un gran triunfo. Era la temporada 1995-96, y, tirando de talonario, el Panathinaikos consiguió fichar a Dominique Wilkins, antigua estrella NBA. El equipo consiguió ganar la Euroliga enfrentándose en la final al FC Barcelona. Fue famoso el tapón ilegal que Vranković le colocó a José Antonio Montero en los últimos segundos del partido, lo que le habría dado el título al equipo español.
Sin embargo, a pesar de este incidente, la actuación de Stojko fue brillante, no sólo en ese partido, sino en toda la Euroliga, y eso le abrió de nuevo las puertas de la NBA para la temporada 1996-97, de manos de los Minnesota Timberwolves, cuyo General Manager era su antiguo compañero en los Celtics Kevin McHale. Pero los mismos problemas que tuvo en su anterior etapa NBA se volvieron a reproducir, y a final de temporada fue fichado por Los Angeles Clippers, que sería su último equipo en la NBA. Su actuación de nuevo fue decepcionante, y tras jugar sólo 2 partidos en la temporada 1998-99, su aventura americana acabó para siempre.
Sus números en las dos etapas hablan por sí solos: en 5 temporadas, jugó 170 partidos (2050 minutos), y consiguió más rebotes (516) que puntos (473). Sólo se salva su marca de tapones, un total de 179, más de 1 por partido.
Volvió a Europa de nuevo, esta vez a un equipo italiano, el Paf Bolonia, donde consiguió el título de liga 1999-2000. Anunció su retirada debido a problemas de espalda, aunque al año siguiente volvió al Bolonia de forma breve para ayudarlos en un momento en que no disponían de ningún pívot.
Se retiró de forma definitiva en 2001. Volvió a Croacia para colaborar con la Cibona, club por el que quiso fichar para jugar un último año (sus lesiones lo impidieron), y también para presidir la "Fundación Dražen Petrović". En la actualidad, también preside el Club Olímpico Croata, una entidad vinculada al Comité Olímpico de Croacia, que se dedica a asesorar y apoyar económicamente a antiguos deportistas olímpicos croatas y a jóvenes que intentan llegar a serlo.

## Selección
Stojko Vranković fue pieza fundamental de la selección de Yugoslavia en la que coincidió con grandes jugadores como su amigo Petrović, Vlade Divac, Dino Rađa, Toni Kukoč, Predrag Danilović, Žarko Paspalj... Fue una generación de jugadores irrepetible, que acabaría de forma trágica y fulminante debido a la Guerra de Yugoslavia. El grupo acabó dividiéndose entre las selecciones de sus respectivos países independizados, principalmente las de RF Yugoslavia, Croacia y Eslovenia, y con algunos jugadores enfrentados fuera de las canchas debido a la guerra, la política y los nacionalismos. Además, la muerte de Petrović fue también un golpe muy duro de superar para todos ellos.
Con la selección de Yugoslavia, antes de la guerra, disputó más de 100 partidos y ganó la medalla de oro en el EuroBasket de Yugoslavia 1989. También logró la medalla de plata en los Juegos Olímpicos de Seúl 1988. Asimismo, obtuvo la medalla de bronce en el Campeonato Mundial de España 1986 y en el EuroBasket de Grecia 1987.
Con la selección de Croacia, ya después de su independencia de Yugoslavia, consiguió la medalla de plata en los Juegos Olímpicos de Barcelona 1992, perdiendo en la final contra el famoso Dream Team estadounidense. Además, también logró la medalla de bronce en el Campeonato Mundial de Canadá 1994, y en los EuroBasket de Alemania 1993 y Grecia 1995.

## Estadísticas de su carrera en la NBA

### Temporada regular
| Año     | Equipo      | PJ  | PT | MPP  | %TC  | %3P  | %TL  | RPP | APP | ROB | TPP | PPP |
| ------- | ----------- | --- | -- | ---- | ---- | ---- | ---- | --- | --- | --- | --- | --- |
| 1990-91 | Boston      | 31  | 0  | 5.4  | .462 | .000 | .556 | 1.6 | 0.1 | 0.0 | 0.9 | 1.9 |
| 1991-92 | Boston      | 19  | 0  | 5.8  | .469 | .000 | .583 | 1.5 | 0.3 | 0.0 | 0.9 | 1.9 |
| 1996-97 | Minnesota   | 53  | 35 | 14.5 | .561 | .000 | .676 | 3.2 | 0.3 | 0.2 | 1.3 | 3.4 |
| 1997-98 | LA Clippers | 65  | 38 | 15.3 | .425 | .000 | .569 | 4.0 | 0.6 | 0.2 | 1.0 | 3.0 |
| 1998-99 | LA Clippers | 2   | 0  | 6.0  | .250 | .000 | .000 | 3.0 | 0.0 | 0.0 | 0.0 | 1.0 |
| Total   | Total       | 170 | 73 | 12.1 | .477 | .000 | .598 | 3.0 | 0.3 | 0.1 | 1.1 | 2.8 |

### Playoffs
| Año   | Equipo    | PJ | PT | MPP | %TC   | %3P  | %TL  | RPP | APP | ROB | TPP | PPP |
| ----- | --------- | -- | -- | --- | ----- | ---- | ---- | --- | --- | --- | --- | --- |
| 1991  | Boston    | 1  | 0  | 4.0 | 1.000 | .000 | .000 | 2.0 | 0.0 | 0.0 | 0.0 | 2.0 |
| 1992  | Boston    | 1  | 0  | 3.0 | 1.000 | .000 | .000 | 0.0 | 1.0 | 0.0 | 0.0 | 2.0 |
| 1997  | Minnesota | 1  | 0  | 6.0 | .000  | .000 | .000 | 1.0 | 0.0 | 0.0 | 0.0 | 0.0 |
| Total | Total     | 3  | 0  | 4.3 | .500  | .000 | .000 | 1.0 | 0.3 | 0.0 | 0.0 | 1.3 |

## Equipos
- 1982-1989 KK Zadar
- 1989-1990 Aris Salónica BC
- 1990-1992 Boston Celtics
- 1992-1996 Panathinaikos BC
- 1996-1997 Minnesota Timberwolves
- 1997-1999 Los Angeles Clippers
- 1999-2001 Paf Bolonia

## Palmarés
- 1 Liga de Yugoslavia, en 1986 (con el KK Zadar)
- 1 Liga de Grecia, en 1990 (con el Aris Salónica BC)
- 3 Copas de Grecia, en 1990 (con el Aris Salónica BC) y en 1993 y 1996 (con el Panathinaikos BC)
- 1 Euroliga, en 1996 (con el Panathinaikos BC)
- 1 Liga de Italia, en 2000 (con el Paf Bolonia)
- 1 Campeonato Europeo, en 1989 (Con la Selección de Yugoslavia)